# Doutor Druida
Doutor Druida (codinome de Anthony Ludgate Druid), é um personagem de histórias em quadrinhos da Marvel Comics.
Formou-se em Medicina na Universidade de Harvard e logo a seguir foi estudar Psiquiatria. Depois de exercer a profissão de psiquiatra por vários anos, ele decidiu retirar-se para devotar todo seu tempo ao estudo do ocultismo.
No meio de suas pesquisas para escrever um livro sobre magia, Anthony foi chamado por um lama tibetano, aparentemente necessitando de ajuda médica. O lama fez o jovem passar por uma série de testes místicos - sem que este soubesse - para certificar-se de seu valor espiritual. Achando-o preparado para penetrar nos profundos mistérios do misticismo, ele colocou Druid em contato com os poderes sobrenaturais latentes em sua mente e ensinou-o a dominar certas artes mágicas. 
Ele assumiu o nome de Doutor Druida em homenagem à antiga e mística raça dos druidas.